# Pays neuf

Pays neuf est un film québécois en noir et blanc réalisé par Fernand Dansereau pour l'Office national du film du Canada sur le thème de l'industrie minière. Il aurait été diffusé en deux parties en 1958 à la Télévision de Radio-Canada.

## Synopsis
Bob Paradis, un mineur, se fait congédier de la mine Atamiska qu'il avait découverte, mais dont il avait été évincé par le financier Miller. Un moment découragé, il se met à boire. Puis une amie infirmière l'encourage et il repart prospecter une nouvelle région. Trois ans plus tard, il revient après avoir trouvé de nouveaux gisements. Sa famille, riches financiers de Montréal, lui procure du financement pour aller repérer plus précisément le filon prometteur. Un beau-frère veut monter un gros coup de spéculation pour faire des gains rapides. Bob réussit à l'écarter, reçoit au bon moment la nouvelle qu'un riche filon est découvert et il va exploiter lui-même la nouvelle mine. Riche et stable, il va aussi se marier avec son infirmière.

## Fiche technique
- Scénarisation : Réginald Boisvert
- Réalisation : Fernand Dansereau
- Producteurs : Guy Glover et Léonard Forest
- Caméra : Michel Brault
- Son : Marcel Carrière
- Montage : Marc Beaudet
- Montage sonore : Bernard Bordeleau et Marguerite Payette
- Durée : 38 minutes

## Distribution
- Pierre Boucher
- Yvon Dufour
- Paul Foucreau
- Juliette Huot
- Jacques Labrecque
- Julien Lippé
- René Mathieu
- Estelle Picard
- Philippe Robert
- Lucien Watier